# CFF Tm I
Les TmI sont des locotracteurs thermiques à deux essieux des Chemins de fer fédéraux suisses (CFF). Basés sur une présérie des années 1957 et 1958, ils furent livrés à partir de 1960 par les entreprises Robert Aebi AG (RACO) à Zürich et Constructions Mécaniques SA à Renens (CMR) pour le service de manœuvre léger dans les gares. Après leur retrait du service chez les CFF, une douzaine d'exemplaires subsiste au service d'entreprises ou d'associations pour le patrimoine ferroviaire.  

## Livraisons et numérotation
En 1957 et 1958, une présérie de sept exemplaires fut construite chez Robert Aebi AG (RACO) à Zürich et mise en service sous la désignation de Tm 301-306 et 896. Les Tm 301 à 303 furent renumérotés 401 à 403 en 1963, tandis que les Tm 304-306 reçurent les numéros 404 à 406 en 1963, puis les numéros 893 à 895 dans les années 1970. 
De 1960 à 1965, 107 tracteurs de série furent livrés aux CFF sous la désignation Tm 330 - 368. En 1963, ces véhicules furent renumérotés en TmI 407 à 513. Il est à noter que certains de ces numéros avaient jadis déjà été attribués aux tracteurs Breuer des années 1930 que les TmI remplaçaient petit à petit. Ainsi, jusqu'au retrait des derniers Breuer, certains numéros de service désignèrent simultanément deux véhicules différents. 

## Aspects techniques
La désignation du type en usine chez RACO était 60 LA 7 pour les véhicules de présérie et 85 LA 7 pour les véhicules de série. L'entraînement des essieux est assuré par des chaînes.
Les véhicules de présérie étaient équipés d'un moteur de faible puissance de 44 kW. Les TmI de série possédaient quant à eux un moteur refroidi par air de la Fabrique suisse de locomotives (SLM) à Winterthour, ainsi qu'une boîte de vitesses mécanique. À partir des années 1970, les moteurs d'origine furent remplacés par des moteurs un peu plus puissants fournis par les entreprises Deutz et Stabilimenti Meccanici VM à Trieste.
L'attelage de manœuvre pouvait être commandé par le conducteur depuis le poste de conduite. Remorqués, les véhicules pouvaient être tractés à une vitesse allant jusqu'à 70 km/h. Durant les dernières années de service de la série, plusieurs exemplaires furent équipés de systèmes d'insonorisation et de filtrage de la suie supplémentaires.

## Service actif
Parmi les véhicules de pré-série, les TmI 893 à 896 furent affectés aux ateliers principaux des CFF, puis mis au rebut. Les véhicules de série restèrent en service dans les stations, leur réforme débuta à partir des années 90. Au 1er janvier 2008, 14 TmI faisaient encore partie du parc des CFFet les derniers ne furent retirés du service qu'en 2010. Certains reçurent encore, avec quelques Tm II (de) de la division infrastructure des CFF, l'indicatif UIC 230, tout en conservant leur numéro de service existant. Dans leurs dernières années de carrière, les TmI furent également utilisés dans le service des trains de travaux.

## Préservation
Les machines vendues et encore en service reçurent la désignation UIC Tm 230 (plus précisément 98 85 5230), tout en conservant leur dernier numéro de service.
| Exemplaires préservés (état en août 2023) | Exemplaires préservés (état en août 2023) | Exemplaires préservés (état en août 2023) | Exemplaires préservés (état en août 2023) | Exemplaires préservés (état en août 2023) |
| Exemplaire                                | Numéro TSI                                | Constructeur                              | Propriétaire                              | Remarques |
| ----------------------------------------- | ----------------------------------------- | ----------------------------------------- | ----------------------------------------- | --- |
| TmI 413                                   | 98 85 5230 413-7                          | RACO                                      | Swisstrain                                | Stationné au Locle |
| TmI 414                                   | 98 85 5230 414-5                          | RACO                                      | DSF-Koblenz                               | Vendu en 1998 à l'entreprise Scherer & Bühler AG à Meggen, repris en 2020 par DSF                                                                   |
| TmI 420                                   | 98 85 5230 320-4                          | CMR                                       | CTVJ                                      | Vendu en 1990 au Chemin de fer Pont–Brassus en tant que TmI 102, puis repris par la Compagnie du Train à Vapeur de la Vallée de Joux (CTVJ)         |
| TmI 421                                   | inconnu                                   | CMR                                       | Chemin de fer du Creusot                  | Vendu en 1996 aux Transports régionaux du Mittelland (RM) en tant que Tm 236 316-6, repris par BLS AG, puis par le Chemin de fer du Creusot en 2016 |
| TmI 425                                   | 98 855230 425-1                           | RACO                                      | Club del San Gottardo                     | repris en 2007 par le Club del San Gottardo, réserve de pièces pour le TmI 460 (voir plus bas)                                                      |
| TmI 436                                   | 98 85 5230 436-8                          | RACO                                      | Kentaur AG                                | Vendu en 2001 aux RM en tant que Tm 236 341-4, repris par BLS AG, puis par Kentaur AG                                                               |
| TmI 446                                   | inconnu                                   | RACO                                      | Recyclage Jean-Jacques Bader              | |
| TmI 460                                   | 98 85 5230 460-8                          | RACO                                      | Club del San Gottardo                     | Vendu à la société Coop en 2001, puis repris en 2015 par le Club del San Gottardo                                                                   |
| TmI 462                                   | 98 85 5230 462-4                          | CMR                                       | Dampflok-Depot-Full                       | Vendue en 2008 à l'association 241-A-65 sise à Full                                                                                                 |
| TmI 465                                   | 98 85 5230 465-7                          | CMR                                       | Historische Seethalbahn                   | Repris en 2001 par l'association |
| TmI 475                                   | 98 85 5230 475-6                          | RACO                                      | CFF Historic                              | Repris en 2003 par la fondation, stationné à Delémont                                                                                               |
| TmI 477                                   | 98 85 5230 477-2                          | RACO                                      | IG Schiene Schweiz                        | Stationné pendant longtemps à Frauenfeld, actuellement à Sargans chez STAG                                                                          |
| TmI 479                                   | inconnu                                   | RACO                                      |                                           | Stationné au silo d'Olten |
| TmI 480                                   | 98 85 5230 480-6                          | RACO                                      | CFF Historic                              | Repris en 2008 par la fondation, entretenu par le Team des Locomotives CFF Historiques de Lausanne à St-Maurice                                     |